# ريبيكا قواي
ريبيكا قواي (بالإنجليزية: Rebecca Guay)‏ هي رسامة أمريكية، ولدت في القرن العشرين.